# 三国大学
三国 大学（みくに だいがく、文化7年10月1日（1810年10月28日） - 明治29年（1896年）5月31日）は、幕末の商人、儒学者。豪商三国鶴叟の三男。諱は直準。字は士繩。別称・与吉郎。鷹巣、碌々山人と号、出家後は幽眠と称した。

## 経歴
越前国坂井郡三国の生まれ。当初は彦根藩士中村漁村に徂徠学を学んだ。同門で机を並べていたのが、当時は彦根藩主の息子ながら先の定まらぬ捨扶持の部屋住みの身分であり、しかしのちに幕府大老として安政の大獄を主導する井伊直弼であった。
天保3年（1832年）上洛して折衷学派を学んで梁川星巌や森田節斎らと交流する。天保7年（1836年）には私塾を開き、また『孝経傍訓』を著すなどした。
天保9年（1838年）鷹司家の侍講となる。将軍継嗣問題が起こると橋本左内と接触し、鷹司政通・輔煕親子に一橋派に味方するよう説いた。しかし安政5年（1858年）安政の大獄が起こると弾圧の対象となり江戸に送られ、翌安政6年（1859年）中追放刑となって近江国石山に逼塞した。文久2年（1862年）赦免されて帰洛。慶応元年（1865年）剃髪して幽眠と号する。
維新後は鷹司家の家政総括を任されるようになる。また由利公正の太政官札発行の際には岩倉具視にその利害を諮問されている。また明治6年（1873年）教部省権大議講となった。

## 著作
他の著書に『笑草』『竹草』がある。

## 親族
- 三男 西村総左衛門（染色家）[1]